# Чешњарка
Обична чешњарка (лат. Pelobates fuscus) је врста жабе из породице Pelobatidae. Распрострањена је од средње Европе до западне Азије. 

## Опис
Типична дужина чешњарке је 6.5 центиметара код мужјаке и око 8 код женки. Тело им је здепасто, глава велика, а задњи екстремитети краки. Са унутрашње стране задњих ногу има снажне лопатасте наборе који помажу жаби да се укопа у земљу. Боја коже на леђима зависи од станишта и пола, али је обично светлосива до бежбраон. Површина је прошарана тамнијим мрљама. Стомак је беличасте или жућкастосиве боје, понекад са сивим тачкама. Животни век је око 10 година. Храни се различитим малим бескичмењацима.

## Станиште
Настањује степе, пешчане дине, лесне заравни, ливаде, паркове и оранице.

## Угроженост
На територији Србије носи епитет строго заштићене врсте.
Налази се на Прилогу II Бернске конвенције, а по Међународној унији за заштиту природе (IUCN) спада у категорију последње бриге.